# Jimmy Wilson (calciatore)
Jimmy Wilson (Newmains, 20 aprile 1942) è un ex calciatore scozzese, di ruolo attaccante.

## Carriera
Si forma nel Shotts Bon Accord, società che lascerà nel 1960 per giocare con il Newcastle Utd, militante nella massima serie inglese. Nella prima stagione, la First Division 1960-1961, retrocede con il suo club in cadetteria a causa del ventunesimo e penultimo posto in campionato. La stagione seguente ottiene con il suo club l'undicesimo posto finale nella serie cadetta.
Nel 1962 torna in Scozia per giocare con il Greenock Morton, con cui nella Scottish Division Two 1962-1963 sfiora la promozione in massima serie chiudendo la stagione al terzo posto. La promozione giungerà l'anno seguente a seguito della vittoria del campionato. Nella stessa stagione raggiungerà la finale di Scottish League Cup, perdendola contro i Rangers. Nella stagione d'esordio nella massima serie scozzese, la Scottish Division One 1964-1965, Wilson con il suo club ottiene il decimo posto finale.
La stagione seguente è il primo acquisto dell'Aberdeen sotto la gestione di Eddie Turnbull, che lo compra dal Greenock Morton per £10.000.
Nella prima stagione con i Dons ottiene l'ottavo posto finale. Nella Scottish Division One 1966-1967 ottiene in campionato il quarto posto e raggiunge la finale dalla Scottish Cup 1966-1967, persa contro il Celtic.
Nell'estate 1967 con il suo club disputò il campionato nordamericano organizzato dalla United Soccer Association: accadde infatti che tale campionato fu disputato da formazioni europee e sudamericane per conto delle franchigie ufficialmente iscritte al campionato, che per ragioni di tempo non avevano potuto allestire le proprie squadre. L'Aberdeen rappresentò i Washington Whips, vincendo la Eastern Division, qualificandosi per la finale. La finale vide i Whips cedere ai Los Angeles Wolves, rappresentati dai Wolverhampton.
Nel corso della stagione 1967-1968, dopo aver giocato quattro incontri nella Coppa delle Coppe 1967-1968, passa al Motherwell con cui retrocede in cadetteria.
Con il Motherwell riconquisterà la massima serie immediatamente con la vittoria della Scottish Division Two 1968-1969.
Nella stagione 1969-1970 con il suo club conquista l'undicesimo posto finale.
Nel 1971 passa al Dundee, con cui nella Scottish Division One 1971-1972 ottiene il quinto posto finale, risultato ottenuto anche nelle due stagioni seguenti. Nel 1974 Wilson con il Dundee vince la Scottish League Cup, sconfiggendo in finale il Celtic
Dopo aver giocato per una stagione con i cadetti del Falkirk, diviene l'allenatore-giocatore dell'Elgin City.

## Palmarès

### Competizioni nazionali
- Scottish Division Two: 2

Greenock Morton: 1964
Motherwell: 1969
- Coppa di Lega scozzese: 1

Dundee: 1974